# Mohamed Koussi
Mohamed Koussi (* 15. März 1994) ist ein marokkanischer Hürdenläufer, der sich auf die 110-Meter-Distanz spezialisiert hat und aktuell Inhaber des Landesrekord über diese Distanz ist.

## Sportliche Laufbahn
Erste internationale Erfahrungen sammelte Mohamed Koussi im Jahr 2013, als er bei den Juniorenafrikameisterschaften in Réduit in 14,14 s die Goldmedaille über 110 m Hürden gewann. Im Jahr darauf schied er bei den Afrikameisterschaften in Marrakesch mit 14,29 s im Vorlauf aus und 2016 gelangte er bei den U23-Mittelmeer-Meisterschaften in Tunis mit 14,08 s auf Rang vier. Anschließend gewann er bei den Afrikameisterschaften in Durban in 13,94 s die Bronzemedaille hinter dem Südafrikaner Antonio Alkana und Tyron Akins aus Nigeria. 2018 belegte er bei den Mittelmeerspielen in Tarragona in 14,45 s den siebten Platz und schied bei den Afrikameisterschaften in Asaba mit 14,59 s im Vorlauf aus. 2021 gewann er bei den Arabischen Meisterschaften in Radès in 14,09 s die Bronzemedaille hinter dem Kuwaiter Yaqoub Mohamed al-Youha und Amine Bouanani aus Algerien und 2023 gewann er dann bei den Arabischen Meisterschaften in Marrakesch in 13,58 s die Silbermedaille hinter Yaqoub Mohamed al-Youha.
In den Jahren 2013 und 2014 sowie 2018 und 2021 wurde Koussi marokkanischer Meister im 110-Meter-Hürdenlauf.

## Persönliche Bestzeiten
- 110 m Hürden: 13,49 s (+0,7 m/s), 7. Juni 2023 in Bonneuil-sur-Marne (marokkanischer Rekord)
  - 60 m Hürden (Halle): 7,69 s, 31. Januar 2018 in Reims (marokkanischer Rekord)